# Свободное слово (журнал)
«Свобо́дное сло́во» (полное название: «Свободное слово: Ежемесячный карпато-русский журнал», англ. «Free word: Carpatho-Russian monthly») — русский эмигрантский ежемесячный журнал в США. Основан как «Свободное слово Карпатской Руси», переименован в конце 1970-х годов в «Свободное Слово Руси».
Журнал основал выходец из Закарпатья Михаил Ильич Туряница в 1958 году, первый номер вышел в январе 1959 года. Издавался в городах Ньюарк, Маунт-Вернон, Финикс. Михаил Туряница редактировал журнал до 1989 года, потом — выходец из Белоруссии Олесь Россич. Адрес редакции: Free World, P.O. Box 61414, Phoenix. AZ 85082, USA.
Михаил Туряница стоял на позициях «триединства русского народа»: «Почему это великорусы — русские, а малорусы и белорусы — не русские? Неужели в Малой, Белой, Галицкой и Карпатской (Угорской) Руси жили не русские?.. Существует только один русский народ: от Попрада до Владивостока». «Окончательная заслуга создания Советской Незалежной Украины принадлежит тов. Сталину, во времена „царствования“ которого была окончательно сформирована Советская Украина». Журнал имел антикатолическую и антиукраинофильскую направленность, выступал с критикой антисоветизма Александра Солженицына. Как указывает русинский писатель Иван Петровций, журнал очень остро критиковал также русинского историка Пола Роберта Магочи.
При журнале существует издательство «Свободное слово Карпатской Руси».